# 单一主神论
單一主神論（英語：Henotheism），源自希臘語的（henas theos，意爲「單一神」），也稱單一神教、尊一神論、單一神論、或單一多神論，是指對某單一神的崇拜，且此種崇拜無須否定其他任何神的存在。哲學家弗里德里希·谢林首先提出了這一概念，而後弗里德里希·威爾克使用了該詞以描述古代希臘人的原始一神論。
德國語文學家、東方學家馬克斯·繆勒在其對印度諸教的研究中進一步拓寬了「Henotheism」一詞的含義，例如印度教中的經文提及并贊頌了數個神明、并將其全部比擬爲一個單一且終極的神聖本體。繆勒將單一主神論的概念應用於其對西方神學與宗教例外論（與東方宗教相較而言）的批評，指出某種文化上的教義可以令一神論在本質上確立明確定義的同時又與不同類型之神的概念相比有著與生俱來的優越性。